# Esteban Obregón
Esteban Daniel Obregón (Ringuelet, 24 de octubre de 2001) es un futbolista profesional argentino que juega como mediocampista ofensivo en el Montevideo City Torque de la Primera División de Uruguay.

## Trayectoria
Nacido en el barrio de Ringuelet, Partido de La Plata, Esteban Obregón inició su carrera profesional con Estudiantes de La Plata.
Habiendo avanzado a través de las divisiones inferiores, el centrocampista ofensivo logró el ascenso en el primer equipo en 2020 bajo la dirección de los entrenadores interinos Leandro Desábato y Rodrigo Braña. Tras quedar inactivo en el banco de suplentes ante Aldosivi el 31 de octubre, Obregón debutó con la primera división el 7 de noviembre de 2020 al sustituir a Martín Cauteruccio en una derrota de local ante San Lorenzo. 
En febrero de 2022, Obregón fue cedido al Club Guillermo Brown de Primera Nacional en un contrato a préstamo por un año. El día 5 de junio de 2022 marcaría su primer gol profesional en el triunfo 2 a 0 de Guillermo Brown sobre Instituto de Córdoba.
En enero de 2023, se unió a Nueva Chicago de Primera Nacional en un contrato a préstamo por un año.
Hizo su debut en un empate 1-1 como visitante contra All Boys el 3 de febrero de 2023.
El primer gol en Nueva Chicago fue el 20 de febrero de 2023 en la victoria 1 a 0 sobre San Martín de Tucumán. El 6 de mayo de 2023 volvería a marcar ante Güemes de Santiago del Estero. Nuevamante llega al gol, el 22 de julio de 2023 ante Agropecuario. Una semana después volvería al gol ante el equipo de Guillermo Brown de Puerto Madryn.
A fines de 2023 se anuncia la transferencia al grupo empresario City Group. Estudiantes, club en el que Obregón apenas jugó cuatro partidos y no completó ni 90 minutos, vendió el 80% del pase a cambio de 350 mil dólares. 
Comienza el 2024 en el equipo de Montevideo City Torque de Uruguay, donde a partir de sus buenas actuaciones y goles, despierta el interés de varios equipos de México y EE. UU.

## Vida personal
En octubre de 2020, se anunció que Obregón había dado positivo por COVID-19 en medio de la pandemia; estaba asintomático.
 Posteriormente dio negativo dos semanas después.

## Estadísticas
Actualizado al último partido disputado el 30 de septiembre de 2024.
| Estudiantes de La Plata Argentina | 1.ª           | 2020          | 0  | 0 | 3 | 0 | 0 | 0 | 0 | 0 | 3   | 0 |
| Estudiantes de La Plata Argentina | 1.ª           | 2021          | 1  | 0 | 0 | 0 | 0 | 0 | 0 | 0 | 1   | 0 |
| Estudiantes de La Plata Argentina | Total club    | Total club    | 1  | 0 | 3 | 0 | 0 | 0 | 0 | 0 | 4   | 0 |
| Guillermo Brown (Pto. Madryn) Argentina | 2.ª           | 2022          | 29 | 1 | 0 | 0 | 0 | 0 | 0 | 0 | 29  | 1 |
| Guillermo Brown (Pto. Madryn) Argentina | Total club    | Total club    | 29 | 1 | 0 | 0 | 0 | 0 | 0 | 0 | 29  | 1 |
| Nueva Chicago Argentina | 2.ª           | 2023          | 35 | 4 | 0 | 0 | 0 | 0 | 0 | 0 | 35  | 4 |
| Nueva Chicago Argentina | Total club    | Total club    | 35 | 4 | 0 | 0 | 0 | 0 | 0 | 0 | 35  | 4 |
| Montevideo City Torque · Uruguay | 2.ª           | 2024          | 27 | 1 | 5 | 3 | 0 | 0 | 0 | 0 | 32  | 4 |
| Montevideo City Torque · Uruguay | Total club    | Total club    | 27 | 1 | 5 | 3 | 0 | 0 | 0 | 0 | 32  | 4 |
| Total carrera | Total carrera | Total carrera | 92 | 6 | 8 | 3 | 0 | 0 | 0 | 0 | 100 | 9 |
| (1) La copa nacional se refiere a la Copa Argentina, Copa AUF Uruguay, Copa Diego Maradona, Supercopa Argentina, Copa de la Superliga y Copa de la Liga Profesional. (2) La copa internacional se refiere a la Copa Sudamericana, Recopa Sudamericana, Copa Libertadores y Copa Suruga Bank. |               |               |    |   |   |   |   |   |   |   |     |   |